# HD 193217
HD 193217，又名BD+42 3670，SAO 49425、HR 7762，是一颗恒星，视星等为6.29，位于銀經79.69，銀緯3.99，其B1900.0坐标为赤經20h 14m 3.4s，赤緯+42° 3.99′ 40″。